# Anton Lončarić
Anton Lončarić (Osijek, 8. kolovoza 2000.) hrvatski veslač. Svjetski je i europski prvak u juniorskoj konkurenciji u dvojcu bez kormilara (s bratom Patrikom) te član najbržeg juniorskog dvojca na svijetu. 

## Životopis
Sportom se počeo baviti od najranijeg djetinjstva, od Osječke škole košarke braće Dražena i Davora Dogana preko tenisa u TK Osijek do Veslačkoga kluba Iktus. 
Prve zaveslaje na Dravi načinio je 2011. godine nakon škole veslanja u kojem ga je podučavala trenerica Jasminka Kraljević-Čolić. U kategoriji kadeta i mlađih juniora osvajao je naslove prvaka Hrvatske od 2012. do 2016. godine u više veslačkih disciplina, a najčešće u dvojcu na pariće s bratom blizancem Patrikom Lončarićem. Drugi trener Krešimir Ižaković promijenio je disciplinu braće Lončarić tako da su Anton i Patrik 2017. godine osvojili naslov svjetskih juniorskih prvaka u veslanju u dvojcu bez kormilara (Trakai, Litva, kolovoz 2017.). Godinu dana kasnije u francuskom Gravelinesu braća Lončarić osvojila su i naslov europskih juniorskih prvaka u dvojcu bez kormilara. Na svjetskom juniorskom prvenstvu u veslanju u Račicama u Češkoj braća Lončarić osvojila su brončanu medalju, ali su u polufinalnoj utrci izveslali najbolje svjetsko juniorsko vrijeme (svjetski juniorski rekord) od 6:27.91. U juniorskoj konkurenciji osvojili su i 6. mjesto na Olimpijskim igrama mladih u Buenos Airesu (Argentina) 2018. godine. Dobitnik je nagrade Hrvatskog olimpijskog odbora "Dražen Petrović" za najbolje mlade sportaše Republike Hrvatske u kategoriji sportskog para ili posade. Među međunarodnim rezultatima ističu se i tri medalje s Europskih prvenstava u veslanju za mlađe seniore (U23) - brončana medalja na EP u Poljskoj 2017. (Kruszwice), srebrna medalja na EP u Grčkoj 2019. (Ioannina), a veslali su u četvercu bez kormilara s Ivanom-Antom Grgićem i Fabijem Ipsom te srebrna medalja na EP u Njemačkoj 2020. (Duisburg) gdje je nastupio u dvojcu bez kormilara s bratom Patrikom Lončarićem.  Prvu seniorsku medalju osvojio je na Svjetskom kupu u Zagrebu 2021. godine - brončanu medalju u četvercu bez kormilara (Ivan Piton, Patrik Lončarić, Anton Lončarić, Marko Ukropina). 
Krajem 2021. godine braća Lončarić napuštaju VK Iktus i postaju članovi HAVK Mladost iz Zagreba te nastavljaju trenirati pod vodstvom trenera Tonija Urlića i uz najbolje svjetske veslače- Valenta i Martina Sinkovića te njihovog trenera Nikolu Bralića. Sredinom 2023. godine, na prvom seniorskom nastupu na Svjetskom prvenstvu (u Beogradu) osigurao je plasman na Olimpijskim igrama u Parizu 2024. godine (u dvojcu bez kormilara, s bratom Patrikom).  

## Rezultati
- 2012. Prvenstvo RH, dvojac na pariće, kadeti – 1. mjesto  (Anton Lončarić, Patrik Lončarić)
- 2013. Prvenstvo RH, četverac na pariće, kadeti – 2. mjesto (Anton Lončarić, Patrik Lončarić, Ivan-Ante Grgić, Marko Iža)
- 2014. Prvenstvo RH, dvojac na pariće, kadeti – 1. mjesto (Anton Lončarić, Patrik Lončarić)
- 2015. Prvenstvo RH, dvojac na pariće, mlađi juniori – 1. mjesto (Anton Lončarić, Patrik Lončarić)
- četverac na pariće, mlađi juniori – 2. mjesto (Anton Lončarić, Patrik Lončarić, Leon Jug, Marjan Lovković)
- 2016. Prvenstvo RH, samac, mlađi juniori – 1. mjesto (Anton Lončarić)
- dvojac bez kormilara, mlađi juniori – 1. mjesto (Anton Lončarić, Patrik Lončarić)
- 2016. Europsko juniorsko prvenstvo, Trakai- Litva, dvojac bez kormilara – 10. mjesto (Anton Lončarić, Patrik Lončarić)
- 2016. Svjetsko juniorsko prvenstvo, Rotterdam- Nizozemska, osmerac – 12. mjesto (Anton Lončarić, Patrik Lončarić, Krešimir Forjan, Leon Mikulić, Luka Smirčić, Frane Filip Garma, Luka Gojanović-Rakić, Marin Maletić)
- 2017. Svjetsko juniorsko prvenstvo, Trakai- Litva, dvojac bez kormilara - 1. mjesto (Anton Lončarić, Patrik Lončarić)
- 2017. Europsko juniorsko prvenstvo, Krefeld- Njemačka, dvojac bez kormilara - 7. mjesto (Anton Lončarić, Patrik Lončarić)
- 2017. Europsko U23 prvenstvo, Kruszwica- Poljska, četverac bez kormilara– 3. mjesto (Anton Lončarić, Patrik Lončarić, Ivan-Ante Grgić, Fabio Ipsa)
- 2017. Prvenstvo RH, dvojac bez kormilara, seniori – 1. mjesto (Anton Lončarić, Patrik Lončarić)
- dvojac bez kormilara, juniori – 1. mjesto  (Anton Lončarić, Patrik Lončarić)
- četverac bez kormilara, juniori – 1. mjesto (Anton Lončarić, Patrik Lončarić, Ivan-Ante Grgić, Marko Iža)
- osmerac, juniori – 1. mjesto (Anton Lončarić, Patrik Lončarić, Ivan-Ante Grgić, Leon Jug, Marjan Lovković, Vedran Steiner, Bruno Bašić, Marko Iža, korm. Marin Kovač)
- 2018.  Europsko juniorsko prvenstvo, Gravelines- Francuska, dvojac bez kormilara- 1. mjesto (Anton Lončarić, Patrik Lončarić)
- 2018. Svjetsko juniorsko prvenstvo, Račice- Češka, dvojac bez kormilara – 3. mjesto (Anton Lončarić, Patrik Lončarić)   (u polufinalu izveslan svjetski rekord za juniorski dvojac bez kormilara– 6:27,91)
- 2018. Olimpijske igre mladih, Buenos Aires- Argentina, dvojac bez kormilara – 6. mjesto  (Anton Lončarić, Patrik Lončarić)
- 2018. Europsko prvenstvo U23 seniori, Brest- Bjelorusija, dvojac bez kormilara – 7. mjesto    (Anton Lončarić, Patrik Lončarić)
- 2018. Prvenstvo RH, četverac s kormilarom seniori – 1. mjesto   (Anton Lončarić, Patrik Lončarić, Ivan-Ante Grgić, Vjekoslav Kolobarić, Emilija Arvaj)
- četverac bez kormilara seniori – 2. mjesto (Anton Lončarić, Patrik Lončarić, Ivan-Ante Grgić, Vjekoslav Kolobarić)
- osmerac seniori – 5. mjesto  (Anton Lončarić, Patrik Lončarić, Ivan-Ante Grgić, Vjekoslav Kolobarić, David Šain, Krešimir Forjan Vedran Steiner, korm. Marin Kovač)
- dvojac bez kormilara juniori – 1. mjesto  (Anton Lončarić, Patrik Lončarić)
- 2019. Europsko prvenstvo U23 seniori, Ioaninna- Grčka, četverac bez kormilara -  2. mjesto (Anton Lončarić, Patrik Lončarić, Ivan-Ante Grgić, Fabio Ipsa)
- 2019. Svjetsko prvenstvo U23 seniori, Sarasota- SAD, četverac bez kormilara - 10. mjesto  (Anton Lončarić, Patrik Lončarić, Ivan-Ante Grgić, Fabio Ipsa)
- 2019. 1. Svjetski kup, seniori A, Plovdiv – Bugarska, četverac bez kormilara – 4. mjesto  (Anton Lončarić, Patrik Lončarić, Tomislav Šain, Ivan Piton)
- 2019. Prvenstvo RH, četverac s kormilarom seniori – 1. mjesto (Anton Lončarić, Patrik Lončarić, Ivan-Ante Grgić, David Šain, Emilija Arvaj)
- četverac bez kormilara, seniori – 2. mjesto (Anton Lončarić, Patrik Lončarić, Ivan-Ante Grgić, David Šain)
- osmerac, seniori – 6. mjesto  (Anton Lončarić, Ivan-Ante Grgić, David Šain, Dino Belić, Marin Kovač, Branimir Pekić, Mario Staščik, Mislav Konjik, korm. Emilija Arvaj)
- 2020. Europsko prvenstvo U23 seniori, Duisburg - Njemačka, dvojac bez kormilara - 2. mjesto (Anton Lončarić, Patrik Lončarić)
- 2020. Europsko prvenstvo seniori, Poznan- Poljska- četverac bez kormilara - 9. mjesto (Ivan Piton, Anton Lončarić, Patrik Lončarić, Marko Ukropina)
- 2020. Prvenstvo RH, dvojac bez kormilara, seniori - 1. mjesto (Anton Lončarić, Patrik Lončarić)
- 2021. Europsko prvenstvo seniori, Varese - Italija, četverac bez kormilara, 12. mjesto (Anton Lončarić, Patrik Lončarić, Ivan Piton, Marko Ukropina)
- 2021. Svjetski kup u Zagrebu, Hrvatska, četverac bez kormilara (seniori), 3. mjesto (Anton Lončarić, Patrik Lončarić, Ivan Piton, Marko Ukropina)
- 2021. Svjetski kup u Sabaudiji, dvojac bez kormilara (seniori), 3. mjesto (Anton Lončarić, Patrik Lončarić)
- 2021. Svjetsko prvenstvo u Račicama, Češka, dvojac bez kormilara (mlađi seniori, U23), 4. mjesto (Anton Lončarić, Patrik Lončarić)
- 2022. Prvenstvo RH, prvi put u dresu HAVK Mladost iz Zagreba - tri naslova državnih prvaka (četverac bez kormilara, četverac s kormilarom, osmerac)
- 2022. Europsko prvenstvo U23 seniori, Hazewinkel Belgija, 3. mjesto (dvojac bez kormilara Anton Lončarić, Patrik Lončarić), trener Toni Urlić
- 2023. Svjetsko prvenstvo (SMA), Beograd, Srbija, dvojac bez kormilara - 11. mjesto i plasman na Olimpijske igre u Parizu 2024. godine
- 2024. Olimpijske igre, Pariz, Francuska, dvojac na pariće, 12. mjesto
- 2025. Europsko prvenstvo, seniori, Plovdiv Bugarska, 2. mjesto (četverac bez kormilara (Patrik Lončarić, Anton Lončarić, Martin Sinković, Valent Sinković), trener Nikola Bralić